# Buona fortuna, Mr. Stone
Buona fortuna, Mr. Stone (The Pickle) è un film commedia drammatica statunitense del 1993 diretto e scritto da Paul Mazursky.